# Valentim de Roma
São Valentim é um santo reconhecido pela Igreja Católica e pelas Igrejas Orientais que dá nome ao Dia dos Namorados em muitos países, onde o celebram como Dia de São Valentim. O nome refere-se a pelo menos três santos martirizados na Roma antiga.
A história que se conta atualmente é que o imperador Cláudio II, durante seu governo, proibiu a realização de casamentos em seu reino, com o objetivo de formar um grande e poderoso exército. Cláudio acreditava que os jovens, que não tivessem família, ou esposa, iam alistar-se com maior facilidade. No entanto, um bispo romano continuou a celebrar casamentos, mesmo com a proibição do imperador. O seu nome era Valentim e as suas cerimônias eram realizadas em segredo. A prática foi descoberta e Valentim foi preso e condenado à morte. Enquanto estava preso, muitos jovens atiravam flores e bilhetes dizendo que os jovens ainda acreditavam no amor. Entre as pessoas que jogaram mensagens ao bispo estava uma jovem cega, Artérias, filha do carcereiro, a qual conseguiu a permissão do pai para visitar Valentim. Os dois acabaram apaixonando-se e, milagrosamente, a jovem recuperou a visão. O bispo chegou a escrever uma carta de amor para a jovem com a seguinte assinatura: “de seu Valentim”, expressão ainda hoje utilizada. Valentim, depois da condenação de morte, foi decapitado em 14 de fevereiro de 270.
Contudo, consultando o Martirilógio Romano vê-se que existiram dois Valentim, um bispo, que curou um jovem com um problema de nascença, e outro Valentim que era sim cristão convicto e se apaixonou por Artérias, filha de um nobre romano e não de um carcereiro.
Desde 1969 sua data não é mais celebrada oficialmente pela Igreja Católica em função da precariedade de comprovações históricas.

## Dia dos Namorados

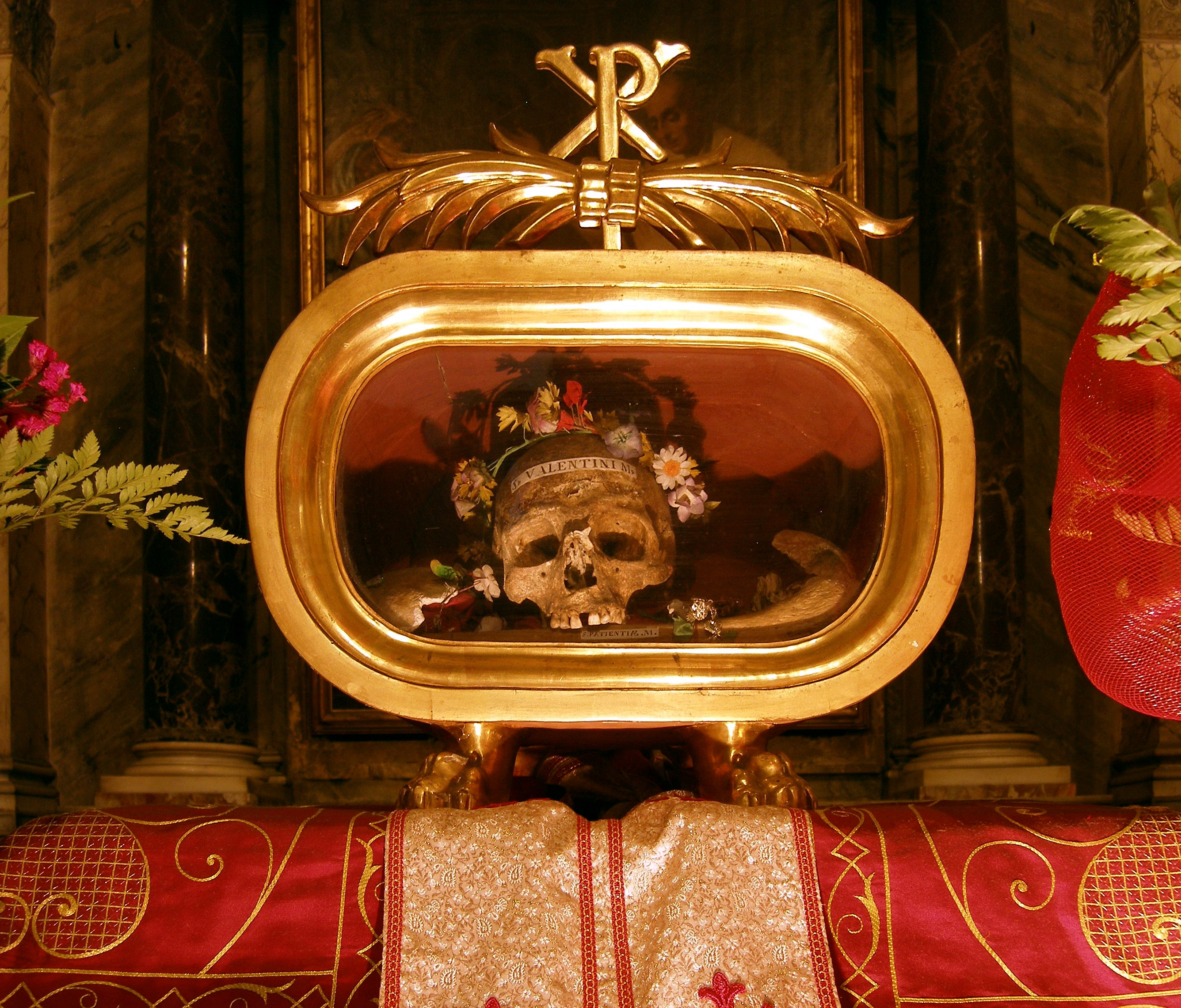
Crânio de São Valentim coroado por flores.

O dia 14 de fevereiro é considerado em muitos países como o Dia dos Namorados. Porém, no Brasil, João Doria, publicitário brasileiro, pretendendo alavancar as vendas do comércio no mês de junho, criou um dia dos namorados à brasileira, no dia 12 de junho, véspera de Santo Antônio, conhecido santo casamenteiro na cultura portuguesa.

## Reconstrução 3D
Em 13 de fevereiro de 2017 foi anunciada e apresentada ao mundo a face de São Valentim, reconstruída pelo designer 3D brasileiro Cícero Moraes a partir de fotos do crânio  produzidas em Roma pelo hagiólogo brasileiro José Luís Lira. O rosto de São Valentim foi reconstruído através de técnicas de modelagem e aproximação facial forense em um processo que levou 3 meses de trabalho.

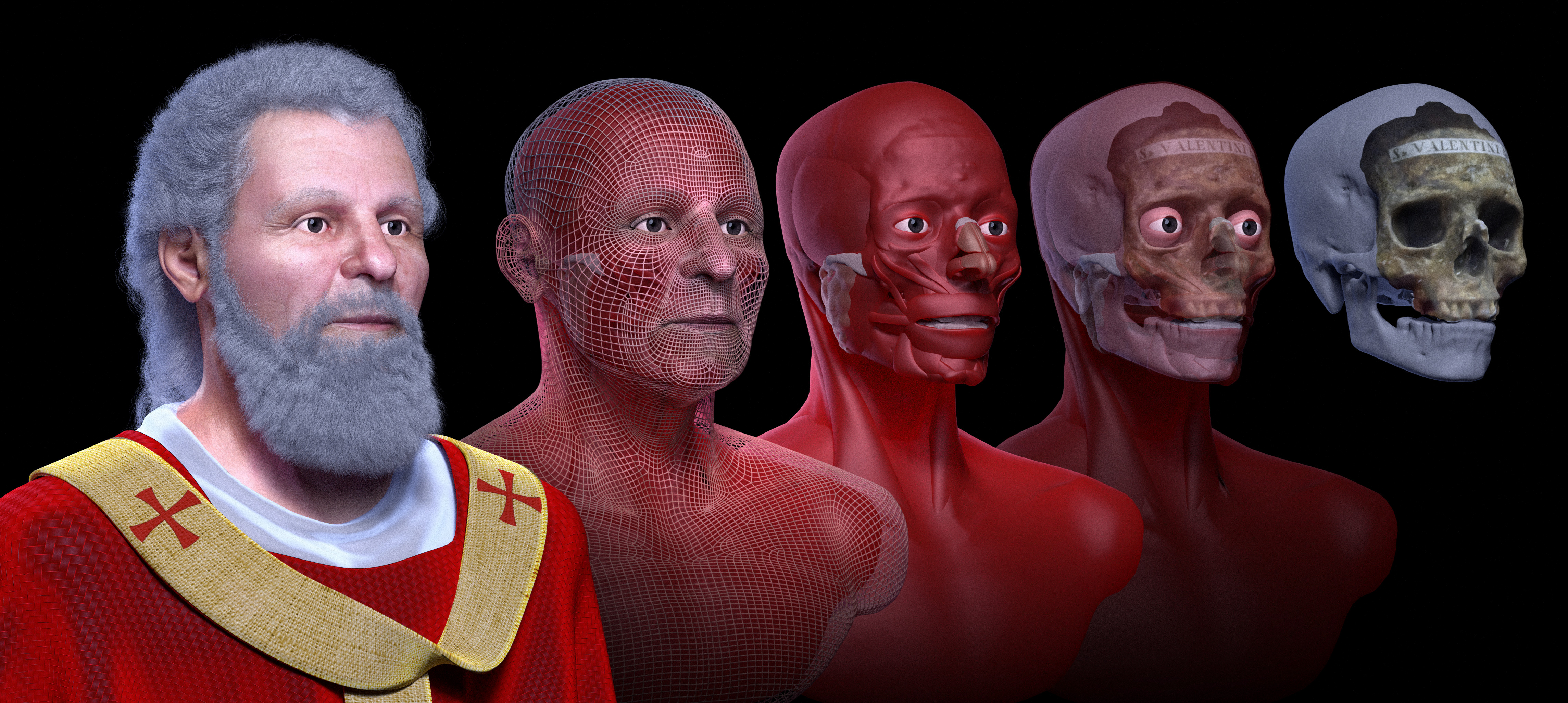
Etapas da reconstrução facial de São Valentim